# Clidemia acurensis
Clidemia acurensis är en tvåhjärtbladig växtart som beskrevs av John Julius Wurdack. Clidemia acurensis ingår i släktet Clidemia och familjen Melastomataceae. Inga underarter finns listade i Catalogue of Life.